# 圣富瓦 (朗德省)
圣富瓦（法語：Sainte-Foy，法語發音：[sɛ̃t fwa]）是法国朗德省的一个市镇，位于该省东部，属于蒙德马桑区。

## 地理
圣富瓦（43°56'14"N, 0°19'56"W）面积9.1 平方千米，位于法国新阿基坦大区朗德省，该省份为法国西南部沿海省份，是法國本土面积第二大的省，北起吉倫特省，西临大西洋，南至大西洋比利牛斯省，东临热尔省，东北与洛特-加龍省接壤。
与圣富瓦接壤的市镇（或旧市镇、城区）包括：加耶尔、拉基、普伊代索、圣克里克新城、马尔桑新城。
圣富瓦的时区为UTC+01:00、UTC+02:00（夏令时）。

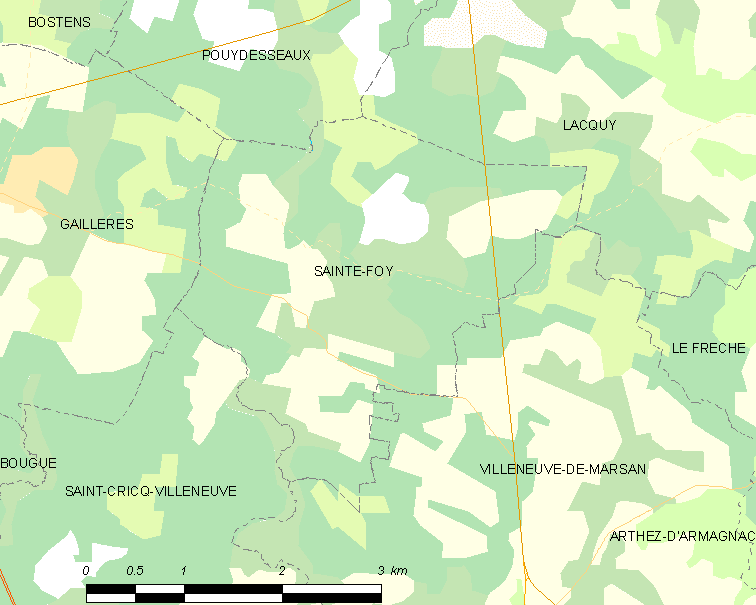
圣富瓦的OSM定位图

## 行政
圣富瓦的邮政编码为40190，INSEE市镇编码为40258。

## 政治
圣富瓦所属的省级选区为阿杜尔-阿马尼亚克县。

## 人口

1962-2008年间圣富瓦人口变化图示

圣富瓦于2022年1月1日时的人口数量为251人。